# Новер, Филлип
Фи́ллип Но́вер (англ. Phillipe Nover; 3 февраля 1984, Нью-Йорк) — американский боец смешанного стиля, представитель лёгкой и полулёгкой весовых категорий. Выступает на профессиональном уровне начиная с 2003 года, известен по участию в турнирах таких бойцовских организаций как UFC и Bellator, владел титулом чемпиона Ring of Combat в лёгком весе, финалист восьмого сезона реалити-шоу The Ultimate Fighter.

## Биография
Филлип Новер родился 3 февраля 1984 года в Нью-Йорке, детство провёл в Бруклине. Серьёзно увлёкся боевыми искусствами в возрасте десяти лет, в разное время практиковал филиппинский бокс, муай-тай, кикбоксинг, кунг-фу, дзюдо, джиткундо, сават. Позже освоил бразильское джиу-джитсу и получил чёрный пояс от мастера Алешандри Фрейтаса. Одновременно с этим учился в колледже на медика, работал фельдшером в больнице.
Дебютировал в смешанных единоборствах на профессиональном уровне в июле 2003 года, уже на первой минуте первого раунда заставил своего противника сдаться с помощью успешно проведённого удушающего приёма «гильотина». В период 2005—2007 годов выступал в небольшом промоушене Ring of Combat, где в общей сложности одержал четыре победы.
В 2008 году Новер попал в число участников восьмого сезона популярного бойцовского реалити-шоу The Ultimate Fighter, при этом ему пришлось спуститься из своей привычной полусредней весовой категории в лёгкую. В стартовом отборочном поединке удушающим приёмом сзади выиграл у Джо Дуарте, после чего присоединился к команде Антониу Родригу Ногейры. Затем выиграл сдачей у Дейва Каплана и Джорджа Рупа, удостоившись похвалы от Дэйны Уайта, который сравнил его с молодым Жоржем Сен-Пьером. В решающем финальном поединке встретился с мексиканцем Эфраином Эскудеро, которому уступил единогласным решением судей, потерпев тем самым первое в профессиональной карьере поражение.
По итогам реалити-шоу подписал контракт с крупнейшей бойцовской организацией мира Ultimate Fighting Championship, однако задержался здесь ненадолго, проиграв всем своим соперникам — в 2009 году потерпел поражение техническим нокаутом от Кайла Брэдли, тогда как в 2010-м уступил по очкам Робу Эмерсону.
После увольнения из UFC взял довольно длительный перерыв в карьере, занимался тренерской деятельностью, продолжал работать в больнице, провёл пару поединков по тайскому боксу. В 2011 году победоносно вернулся в ММА и вскоре присоединился к другой крупной американской организации Bellator Fighting Championships. В дебютном поединке весьма спорным раздельным решением проиграл поляку Марцину Хельду, но затем выиграл у Деррика Кеннингтона и Даррелла Хорчера. Одновременно с этим выступал и в разных менее престижных промоушенах, в частности в рамках турнира Dakota FC уступил решением большинства судей Тони Мартину. Кроме того, дважды дрался под эгидой Ring of Combat, завоевав титул чемпиона в лёгкой весовой категории.
В 2015 году Филлип Новер спустился в полулёгкий вес, вернулся в UFC и победил корейского проспекта Нам Ый Чхоля. Однако далее последовала череда из трёх поражений подряд — от россиянина Зубайры Тухугова, бразильца Ренана Барана и соотечественника Рика Гленна.

## Статистика в профессиональном ММА
| Боёв 20  | Побед 11 | Поражений 8 |
| -------- | -------- | ----------- |
| Нокаутом | 1        | 1           |
| Сдачей   | 5        | 0           |
| Решением | 5        | 7           |
| Ничьи    | 1        | 1           |

| Результат | Рекорд | Соперник          | Способ                 | Турнир                                                  | Дата             | Раунд | Время | Место              | Примечание                                           |
| --------- | ------ | ----------------- | ---------------------- | ------------------------------------------------------- | ---------------- | ----- | ----- | ------------------ | ---------------------------------------------------- |
| Поражение | 11-8-1 | Рик Гленн         | Раздельное решение     | UFC 208                                                 | 11 февраля 2017  | 3     | 5:00  | Бруклин, США       |                                                      |
| Поражение | 11-7-1 | Ренан Баран       | Единогласное решение   | UFC Fight Night: Cyborg vs. Lansberg                    | 24 сентября 2016 | 3     | 5:00  | Бразилиа, Бразилия |                                                      |
| Поражение | 11-6-1 | Зубайра Тухугов   | Раздельное решение     | UFC Fight Night: Namajunas vs. VanZant                  | 10 декабря 2015  | 3     | 5:00  | Лас-Вегас, США     |                                                      |
| Победа    | 11-5-1 | Нам Ый Чхоль      | Раздельное решение     | UFC Fight Night: Edgar vs. Faber                        | 16 мая 2015      | 3     | 5:00  | Пасай, Филиппины   | Дебют в полулёгком весе.                             |
| Победа    | 10-5-1 | Дэн Сион          | Сдача (удушение сзади) | Ring of Combat 50                                       | 23 января 2015   | 2     | 1:10  | Атлантик-Сити, США |                                                      |
| Победа    | 9-5-1  | Майк Сантьяго     | Единогласное решение   | Ring of Combat 45                                       | 14 июня 2013     | 3     | 5:00  | Атлантик-Сити, США | Выиграл титул чемпиона Ring of Combat в лёгком весе. |
| Победа    | 8-5-1  | Даррелл Хорчер    | Единогласное решение   | Bellator 95                                             | 4 апреля 2013    | 3     | 5:00  | Атлантик-Сити, США |                                                      |
| Поражение | 7-5-1  | Тони Мартин       | Решение большинства    | Dakota FC 14                                            | 27 января 2013   | 3     | 5:00  | Фарго, США         |                                                      |
| Победа    | 7-4-1  | Деррик Кеннингтон | Сдача (удушение сзади) | Bellator 74                                             | 28 сентября 2012 | 2     | 4:20  | Атлантик-Сити, США |                                                      |
| Поражение | 6-4-1  | Марцин Хельд      | Раздельное решение     | Bellator 59                                             | 26 ноября 2011   | 3     | 5:00  | Атлантик-Сити, США |                                                      |
| Победа    | 6-3-1  | Джейк Мёрфи       | Единогласное решение   | Hoosier Fight Club 8                                    | 20 августа 2011  | 3     | 5:00  | Вальпараисо, США   |                                                      |
| Поражение | 5-3-1  | Роб Эмерсон       | Единогласное решение   | UFC 109                                                 | 6 февраля 2010   | 3     | 5:00  | Лас-Вегас, США     |                                                      |
| Поражение | 5-2-1  | Кайл Брэдли       | TKO (удары руками)     | UFC 98                                                  | 23 мая 2009      | 1     | 1:03  | Лас-Вегас, США     |                                                      |
| Поражение | 5-1-1  | Эфраин Эскудеро   | Единогласное решение   | The Ultimate Fighter: Team Nogueira vs. Team Mir Finale | 13 декабря 2008  | 3     | 5:00  | Лас-Вегас, США     | Финал турнира The Ultimate Fighter 8 в лёгком весе.  |
| Победа    | 5-0-1  | Джей Коулман      | Сдача (кимура)         | Ring of Combat 13                                       | 16 марта 2007    | 1     | 3:00  | Атлантик-Сити, США |                                                      |
| Победа    | 4-0-1  | Абнер Льоверас    | Решение большинства    | Ring of Combat 12                                       | 17 ноября 2006   | 2     | 5:00  | Атлантик-Сити, США |                                                      |
| Победа    | 3-0-1  | Дейв Драго        | Сдача (удушение сзади) | Ring of Combat 11                                       | 18 августа 2006  | 1     | 1:58  | Атлантик-Сити, США |                                                      |
| Победа    | 2-0-1  | Майкл Макквад     | KO (удары руками)      | Ring of Combat 9                                        | 29 октября 2005  | 1     | 0:16  | Асбери-Парк, США   |                                                      |
| Ничья     | 1-0-1  | Джейсон Дублин    | Ничья                  | CZ 7: Gravel Pit                                        | 10 июля 2004     | 2     | 5:00  | Ревир, США         |                                                      |
| Победа    | 1-0    | Рон Столлингз     | Сдача (гильотина)      | Reality Fighting 4                                      | 19 июля 2003     | 1     | 0:43  | Бейонн, США        |                                                      |

### Показательные выступления
| Результат | Рекорд | Соперник    | Способ                 | Турнир                                                      | Дата      | Раунд | Время | Место          | Примечание           |
| --------- | ------ | ----------- | ---------------------- | ----------------------------------------------------------- | --------- | ----- | ----- | -------------- | -------------------- |
| Победа    | 3-0    | Джордж Руп  | Сдача (кимура)         | The Ultimate Fighter: Team Nogueira vs. Team Mir Episode-12 | июнь 2008 | 1     | 2:28  | Лас-Вегас, США | Вышел в финал TUF 8. |
| Победа    | 2-0    | Дейв Каплан | Сдача (удушение сзади) | The Ultimate Fighter: Team Nogueira vs. Team Mir Episode-8  | июнь 2008 | 1     | 1:58  | Лас-Вегас, США |                      |
| Победа    | 1-0    | Джо Дуарте  | Сдача (удушение сзади) | The Ultimate Fighter: Team Nogueira vs. Team Mir Episode-1  | май 2008  | 2     | 1:52  | Лас-Вегас, США |                      |